# Hornussen
Hornussen es una comuna suiza del cantón de Argovia, situada en el distrito de Laufenburgo. Limita al norte con la comuna de Kaisten, al noreste con Laufenburg y Elfingen, al este con Bözen, al sureste con Zeihen, al sur con Ueken, y al oeste con Frick.